# Hidenori Taoka
Hidenori Taoka (jap. 田岡秀規 Taoka Hidenori;  ur. 25 stycznia 1981) – japoński zapaśnik w stylu wolnym. Brązowy medal na igrzyskach azjatyckich w 2006. Zajął 23. miejsce na mistrzostwach świata w 2006 roku.